# کاتاژینا نیودوما
کاتاژینا نیودوما Katarzyna Niewiadoma (تلفظ لهستانی: [kataˈʐɨna ˈkaɕa ɲɛvjaˈdɔma]؛ متولد ۲۹ سپتامبر ۱۹۹۴) دوچرخه‌سوار لهستانی است که برای تیم جهانی دوچرخه سواری زنان (UCI Women's WorldTeam Canyon–SRAM) رکاب می‌زند. از میان هجده برد حرفه ای او می توان به مسابقه طلایی آمستل در سال ۲۰۱۹، تروفئو آلفردو بیندا-کمون دی سیتیگلیو در سال ۲۰۱۸، مسابقه مرحله تور زنان در سال ۲۰۱۷ و تور دو فرانس زنان در سال ۲۰۲۴ اشاره کرد. او دو بار در مجموع در تور به مقام سوم دست یافته است. او دو بار در سال‌های ۲۰۲۲ و ۲۰۲۳ در مسابقات Tour de France Femmes سوم شد و در سال 2023 پیراهن ملکه کوه‌ها را بر تن کرد. نیودوما در سال 2023،  قهرمان جهان UCI Gravel شد.